# Agelasta cameroni
Agelasta cameroni är en skalbaggsart som beskrevs av Stefan von Breuning 1978. Agelasta cameroni ingår i släktet Agelasta och familjen långhorningar. Inga underarter finns listade i Catalogue of Life.